# Aartsbisdom Dol
Het Aartsbisdom Dol (Latijn: Dioecesis Dolensis) was een Frans rooms-katholiek aartsbisdom, waarvan Dol-de-Bretagne de residentie was. Het werd in 1801 opgesplitst tussen het bisdom Rennes en het bisdom Saint-Brieuc.

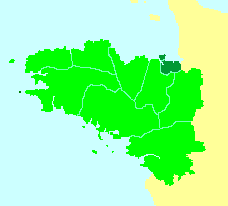
Het vroegere bisdom Dol-de-Bretagne

Het bisdom Dol was een van de negen historische bisdommen van Bretagne. Het gebied kwam overeen met het Land van Dol.

## Geschiedenis
Volgens de legende werd het bisdom gesticht in de zesde eeuw door de heilige Samson van Dol. Het dankt zijn opkomst aan de negende-eeuwse koningen Nominoë en Salomon, die de religieuze autonomie van Bretagne wensten te verzekeren. In 843 werd het een aartsbisdom. De kerkprovincie omvatte de bestaande bisdommen Vannes, Quimper, Léon en Alet, en de nieuwe bisdommen van Dol, Saint-Brieuc en Tréguier.
Langdurige twisten, waarbij de andere Bretoense bisdommen ook hun onafhankelijkheid nastreefden, werden uitgevochten tot bij de paus. Koning Hendrik II van Engeland, die ook over een groot deel van West-Frankrijk heerste, verdedigde het bestaan van een Bretoens aartsbisdom, maar Filips II van Frankrijk wilde de Bretoense bisdommen laten afhangen van een Frans aartsbisdom, te weten dat van Tours. Filips won: de strijd leidde ten slotte tot de afschaffing van de kerkprovincie Dol in 1195.
Het bisdom zelf werd afgeschaft na de Franse Revolutie, in 1801. Evenals het vroegere bisdom van Saint-Malo maakt het thans deel uit van het aartsbisdom Rennes.

## Bisschoppen

### Tot 1000
- 548?: Samson van Dol
- c. 567?: Magloire
- c. 568?: Budoc
- Genève
- einde 6e eeuw: Leucher of Leucherus
- 7e eeuw: Tiernmael of Tigerinomal
- c. 640: Restoald
- c. 650: Wral
- c. 700: Turiau, Thuriau of Thurian
- Genève
- Restoald
- Armael
- c. 770: Jumel, Jumael of Junemenus
- c. 842: Haelrit
- c. 848: Salacon of Salocon
- c. 859: Fastarius of Festinianus
- c. 878: Mayn I
- Lowenan
- c. 930: Agano
- c. 950–952: Jutohen, Juthoven of Wichoen
- c. 990: Mayn II

### 1000 tot 1300
- c. 1030–1032: Jungoneus
- 1040 tot c. 1076: Juhel
- c. 1076: Gilduin
- 1076 tot 1081: Ivon
- 1082 tot c. 1092: Johannes I
- c. 1093 to c. 1100: Roeland I
- c. 1106: Johannes II
- c. 1107: Ulgrin of Vulgrin
- 1107-1130: Baldric
- 1130 tot c. 1146: Godfried I de Rode
- c. 1147 to c. 1154: Olivier
- c. 1154–1160: Hugo de Rode
- 1162–1163: Roger du Homet
- 1163 to c. 1177: Jan III
- 1177 to c. 1185: Roeland II
- c. 1186–1188: Hendrik I
- 1189–1190: Jan IV de Vaulnoise
- 1190–1199: Jan V de La Mouche
- c. 1200-1231: Jan VI de Lizaunet
- 1231 tot c. 1242: Clemens van Coetquen
- c. 1242-1265: Etienne I
- 1266-1279: Jan VII Mahé

### 1300 tot 1500
- 1280-1301: Thibaud van Pouancé
- 1301–1312: Theobald II de Moréac
- 1312-1324: Jan VIII du Bosc
- 1324-1328: Willem I Meschin
- 1328-1340: Jan IX d'Avaugour
- 1340 -1350: Hendrik II Dubois
- c. 1350-1357: Simon Le Mayre
- c. 1358 -1366: Nicolas
- 1366 of 1367–1373: Jan X des Pas
- 1373 of 1374 tot c. 1377: Godfried II van Coëtmoisan
- c. 1378–1381: Peter
- 1381–1382: Guy van Roye
- 1382–1386: Everard van Trémignon
- 1386-1390: Willem II van Brie
- 1390-1405: Richard van Lesmenez
- 1405-1429: Etienne II Cœuvret
- 1431-1437: Jan XI de Bruc
- 1437-1444: Alain I L'Epervier
- 1444-1456: Raoul de La Moussaye
- 1456-1474: Alain II de Coëtivy
- 1474-1478:Christophe de Penmarch
- 1478-1482: Michel Guibé
- 1482-1504: Thomas I James

### Vanaf 1500
- 1504-1521: Mathurin de Plédran
- 1522–1524: Thomas II Le Roy
- 1524-1556: François I. de Laval
- 1556-1557: Jan XII de Matthefélon
- 1558–1591: Charles d'Espinay
- 1606–1629: Edmond Revol
- 1630–1644: Hector Douvrier
- 1645–1648: Antoine-Denis Cohon
- 1653–1660: Robert Cupif
- 1660–1692: Matthieu Thoreau
- 1692–1702: Jean-François de Chamillart
- 1702–1715: François Elie de Voyer de Paulmy d'Argenson
- 1715–1748: Jean-Louis du Bouchet de Sourches
- 1749–1767: Jean-François-Louis Dondel
- 1767–1790: Urbain-René de Hercé